# Дубінін Григорій Васильович
Григорій Васильович Дубінін (нар. 18 січня 1928, Сумська область — 31 грудня 2008) — працівник радянського сільського господарства, голова колгоспу імені Свердлова Середино-Будського району Сумської області Української РСР, Герой Соціалістичної Праці.

## Біографія
Народився 18 січня 1928 року в селі Винторівка Середино-Будського району Сумської області.
У 1966 році закінчив Сумський сільськогосподарський технікум, у 1975 році — Харківський сільськогосподарський інститут.
У 1955—1989 рр. — голова колгоспу імені Свердлова Середино-Будського району.
За короткий термін колгосп досяг значних успіхів у вирощуванні картоплі — понад 140 центнерів з гектара, коноплі — по 12 центнерів з гектара волокна. Птахоферма складала більше 1 мільйона яєць в рік.
За роки керівництва Р. В. Дубініним у господарстві побудовано приміщення виробничого і культурно-побутового призначення.
Указом Президії Верховної Ради СРСР від 22 березня 1966 року за досягнуті успіхи у розвитку тваринництва, збільшення виробництва і заготівель м'яса, молока, яєць, вовни та іншої продукції Дубініну Григорію Васильовичу присвоєно звання Героя Соціалістичної Праці з врученням ордена Леніна і золотої медалі «Серп і Молот».
Обирався членом Сумського обкому КПУ, депутатом міської ради.
Жив у місті Середина-Буда. Помер 31 грудня 2008 року. Похований на Нікольському кладовищі в Середина-Буді.
Нагороджений орденами Леніна, Трудового Червоного Прапора, медалями.